# العلاقات السريلانكية القبرصية
العلاقات السريلانكية القبرصية هي العلاقات الثنائية التي تجمع بين سريلانكا وقبرص.

## مقارنة بين البلدين
هذه مقارنة عامة ومرجعية للدولتين:
| وجه المقارنة                                              | سريلانكا                         | قبرص                                                                 |
| --------------------------------------------------------- | -------------------------------- | -------------------------------------------------------------------- |
| المساحة (كم2)                                             | 65.61 ألف                        | 9.24 ألف                                                             |
| عدد السكان (نسمة)                                         | 21.44 مليون                      | 1.14 مليون                                                           |
| الكثافة السكانية (ن./كم²)                                 | 326.78                           | 123.38                                                               |
| العاصمة                                                   | سري جاياواردنابورا كوتي، كولمبو  | نيقوسيا                                                              |
| اللغة الرسمية                                             | اللغة السنهالية، اللغة التاميلية | اليونانية الحديثة، اللغة التركية، لغة يونانية                        |
| العملة                                                    | روبية سريلانكي                   | يورو، جنيه قبرصي                                                     |
| الناتج المحلي الإجمالي (بليون دولار)                      | 87.17 مليار                      | 21.65 مليار                                                          |
| الناتج المحلي الإجمالي (تعادل القوة الشرائية) بليون دولار | 246.62 مليار                     | 26.73 مليار                                                          |
| الناتج المحلي الإجمالي الاسمي للفرد دولار أمريكي          | 3.93 ألف                         | 23.24 ألف                                                            |
| الناتج المحلي الإجمالي للفرد دولار أمريكي                 | 11.11 ألف                        | 30.24 ألف                                                            |
| مؤشر التنمية البشرية                                      | 0.757                            | 0.850                                                                |
| رمز المكالمات الدولي                                      | +94                              | +357                                                                 |
| رمز الإنترنت                                              | .lk،                             | .cy                                                                  |
| المنطقة الزمنية                                           | ت ع م+05:30                      | ت ع م+02:00، ت ع م+03:00، توقيت شرق أوروبا، توقيت شرق أوروبا الصيفي ‏ |

## منظمات دولية مشتركة
يشترك البلدان في عضوية مجموعة من المنظمات الدولية، منها:
| علم المنظمة | اسم المنظمة                               | تاريخ انضمام سريلانكا | تاريخ انضمام قبرص |
| ----------- | ----------------------------------------- | --------------------- | ----------------- |
|             | مؤسسة التنمية الدولية                     | 27 يونيو 1961         | 2 مارس 1962       |
|             | المنظمة الهيدروغرافية الدولية             | ?                     | ?                 |
|             | مؤسسة التمويل الدولية                     | 20 يوليو 1956         | 2 مارس 1962       |
|             | منظمة حظر الأسلحة الكيميائية              | ?                     | ?                 |
|             | يونسكو                                    | 14 نوفمبر 1949        | 6 فبراير 1961     |
|             | الأمم المتحدة                             | 14 ديسمبر 1955        | 20 سبتمبر 1960    |
|             | الاتحاد الدولي للاتصالات                  | 1897                  | 24 أبريل 1961     |
|             | منظمة الشرطة الجنائية الدولية             | ?                     | ?                 |
|             | البنك الدولي للإنشاء والتعمير             | 29 أغسطس 1950         | 21 ديسمبر 1961    |
|             | الاتحاد البريدي العالمي                   | ?                     | ?                 |
|             | المركز الدولي لتسوية المنازعات الاستشارية | 11 نوفمبر 1967        | 25 ديسمبر 1966    |
|             | وكالة ضمان الاستثمار متعدد الأطراف        | 27 مايو 1988          | 12 أبريل 1988     |
|             | منظمة التجارة العالمية                    | ?                     | ?                 |
|             | دول الكومنولث                             | 1948                  | ?                 |

## وصلات خارجية
- موقع وزارة الخارجية السريلانكية
- موقع وزارة الخارجية القبرصية